# Kenderlyka
Kenderlyka – wymarły rodzaj chrząszczy z rodziny Obrieniidae, obejmujący tylko jeden opisany gatunek, K. consobrina. Żył w triasie na terenie współczesnej Azji.

## Taksonomia
Rodzaj i gatunek typowy opisane zostały po raz pierwszy w 1993 roku przez Władimira Żerichina i Wadima Graczowa na łamach Paleontological Journal. Opisu dokonano na podstawie skamieniałości znalezionej w Formacji Tołogoj w miejscowości Kenderłyk nad rzeką Akkölka, w paśmie Sajkan, w Rejonie Zajsan obwodu wschodniokazachstańskiego. Datuje się ją na noryk w późnym triasie. Nazwę rodzajową utworzono od lokalizacji typowej, zaś epitet gatunkowy consobrina oznacza po łacinie „kuzynkę”.
Autorzy opisu sklasyfikowali ten rodzaj wraz z Madygenorhynchus i Kararhynchus w nowej podrodzinie Kararhynchinae w obrębie Obrieniidae. Andriej Legałow w 2009 roku wyróżnił dla Madygenorhynchus i Kenderlyka plemię Kenderlykaini, a Kararhynchus umieścił w monotypowym plemieniu Kararhynchini. Klasyfikację tę podtrzymano w przeglądzie kopalnych ryjkowców kenozoiku i mezozoiku z 2015 roku. Dyskusyjna jest natomiast przynależność całej rodziny Obrieniidae – w systemie Patrice’a Boucharda i innych z 2011 roku umieszczana jest w Archostemata, natomiast niektórzy inni systematycy klasyfikują wśród chrząszczy wielożernych w nadrodzinie ryjkowców lub Obrienioidea.

## Morfologia
Chrząszcz o ciele długości 1,7 mm nie licząc ryjka, ubarwionym jednolicie ciemno. Ryjek był trzykrotnie dłuższy niż głowa, o powierzchni grzbietowej prawie tak szerokiej jak głowa, równoległobocznej, u szczytu zwężonej i zaokrąglonej, a powierzchni brzusznej nieco węższej, również równoległobocznej, zaopatrzonej w płytką bruzdę środkową. Stosunkowo krótkie czułki osadzone były zaśrodkowo, w drugiej ćwiartce długości ryjka. Pierwszy ich człon był dwukrotnie dłuższy niż szeroki, prawie maczugowaty, człony drugi i trzeci były niewiele dłuższe niż szerokie, czwarty był długi, człony od piątego do siódmego tak długie jak szerokie i zaokrąglone, ósmy dwukrotnie grubszy od poprzedniego i zaokrąglony, a pozostałe trzy formowały dwukrotnie dłuższą niż szeroką buławkę. Oczy złożone były duże. Głowa za nimi była lekko przewężona. Przedplecze było tak długie jak szerokie, u nasady szersze niż u szczytu. Boki miało dość mocno i równomiernie zaokrąglone, krawędzie przednią i tylną niemal proste, kąty tylne zaokrąglone, a powierzchnię rzeźbioną gęstymi, płytkimi, zaokrąglonymi punktami oraz zaopatrzoną w prawie proste i ku tyłowi rozbieżne żeberka sublateralne. Niewielka tarczka miała długość większą od szerokości. Pokrywy były o ¼ szersze od przedplecza i 2¼ raza dłuższe niż szerokie. Braki pokryw były lekko zaokrąglone, a ich krawędzie boczne równoległe przez przednie ⅔ długości, po czym delikatnie zwężone ku zaokrąglonemu wierzchołkowi. Rzędy na pokrywach były lekko zaznaczone, a międzyrzędy niepunktowane. Odnóża przedniej i tylnej pary miały proste golenie.

## Paleoekologia
Z tej samej lokalizacji znane są skamieniałości widelnic z rodzajów Siberioperla i Trianguliperla, prostoskrzydłych z rodzaju Euhagla, świerszczokaraczanów z rodzaju Ideliopsina, karaczanów z rodzaju Samaroblattella, pluskwiaków z rodzaju Woottonia, wciornastków z rodzaju Kazachothrips, chrząszczy z rodzajów Colymbotethis, Gnathosyne i Necronectulus, wojsiłek z rodzaju Liassochorista oraz muchówek z rodzaju Vladiptera.